# Sejmik Województwa Opolskiego
Sejmik Województwa Opolskiego – organ stanowiący i kontrolny samorządu województwa opolskiego. Istnieje od 1998 roku. Obecna, VII kadencja Sejmiku, trwa w latach 2024–2029.
Sejmik Województwa Opolskiego składa się z 30 radnych, wybieranych w województwie opolskim w wyborach bezpośrednich na kadencje trwające 5 lat (w latach 1998–2018 kadencja trwała 4 lata).
Siedzibą sejmiku województwa jest Opole.
Przewodniczącym Sejmiku Województwa Opolskiego jest Rafał Bartek, a marszałkiem województwa opolskiego Szymon Ogłaza.

## Wybory do Sejmiku
Radni do Sejmiku Województwa Opolskiego są wybierani w wyborach co 5 lat (do 2018 co 4) w pięciu okręgach wyborczych, które nie mają swoich oficjalnych nazw. Zasady i tryb przeprowadzenia wyborów określa odrębna ustawa. Skrócenie kadencji sejmiku może nastąpić w drodze referendum wojewódzkiego.
| Okręg | Liczba radnych | Miasta na prawach powiatu | Powiaty                             |
| ----- | -------------- | ------------------------- | ----------------------------------- |
| 1     | 8              | Opole                     | opolski                             |
| 2     | 5              | brak                      | kluczborski, namysłowski, oleski    |
| 3     | 5              | brak                      | kędzierzyńsko-kozielski, strzelecki |
| 4     | 5              | brak                      | głubczycki, krapkowicki, prudnicki  |
| 5     | 7              | brak                      | brzeski, nyski                      |

## Organizacja Sejmiku
Sejmik tworzy 30 radnych, wybierających spośród siebie przewodniczącego i 3 wiceprzewodniczących. Radni pracują w tematycznych komisjach stałych i doraźnych. Komisje stałe:
- Komisja Finansów i Mienia Województwa
- Komisja Nauki, Edukacji, Kultury i Sportu
- Komisja Polityki Regionalnej, Gospodarki i Turystyki
- Komisja Rewizyjna
- Komisja Rodziny, Zdrowia i Spraw Społecznych
- Komisja Rolnictwa, Środowiska i Rozwoju Wsi
- Komisja Współpracy z Zagranicą i Promocji Regionu

## Radni Sejmiku (stany na koniec kadencji)

### I kadencja (1998–2002)
SLD: 14 
     PS: 3 
     UW: 4 
     MN: 13 
     AWS: 11 
Prezydium
- Przewodniczący: Norbert Krajczy
  - Wiceprzewodniczący: Ryszard Donitza
  - Wiceprzewodniczący: Andrzej Mazur
  - Wiceprzewodniczący: Leon Troniewski

Kluby radnych
- Sojusz Lewicy Demokratycznej – 15 radnych1:
  - Marek Bartoszewicz, Barbara Dębska, Witold Korczak, Jerzy Kuźniak, Norbert Lysek, Andrzej Mazur, Waldemar Niewczas, Tomasz Olszewski, Krzysztof Pająk, Jacek Pawlicki (Unia Pracy), Józef Piechota, Remigiusz Promny, Janusz Sawczuk, Andrzej Spór, Jan Szawdylas
- Mniejszość Niemiecka – 13 radnych:
  - Hubert Beier, Leonard Cebula, Ryszard Donitza, Edward Flak, Ryszard Galla, Joachim Jelito, Bruno Kosak, Antoni Kost, Józef Kotyś, Winfred Mleczko, Dieter Przewdzing, Maria Tomala, Maria Urbaniec
- Akcja Wyborcza Solidarność – 6 radnych:
  - Kazimierz Bogdanowicz (Zjednoczenie Chrześcijańsko-Narodowe), Waldemar Kościelny, Norbert Krajczy (Ruch Społeczny), Wiesław Pawłowski, Tadeusz Ryśnik (RS), Mieczysław Walkiewicz (Prawo i Sprawiedliwość)
- Platforma Obywatelska – 6 radnych:
  - Stanisław Podwiński, Krzysztof Puszczewicz, Józef Sebesta, Bogusław Wierdak, Ryszard Zembaczyński, Zbigniew Ziółko
- Niezrzeszeni – 5 radnych1:
  - Unia Wolności – Leon Troniewski, Maria Wojtczak
  - Polskie Stronnictwo Ludowe – Andrzej Misz, Zygmunt Zubek
  - Stanisław Jałowiecki (niezależny, poprzednio Ruch Społeczny AWS)

1 Według danych podanych w artykule Można było lepiej na portalu nto.pl z 9 października 2002, klub SLD liczył 16 radnych, a niezrzeszonych było 4. Nie wiadomo jednak, który z radnych niezrzeszonych (być może z PSL) miałby pod koniec kadencji przystąpić do klubu SLD.

### II kadencja (2002–2006)
SLD-UP: 11 
     Samoobrona: 3 
     PSL: 3 
     MN: 7 
     POPiS: 3 
     LPR: 3 
Prezydium
- Przewodniczący: Andrzej Mazur
  - Wiceprzewodniczący: Ryszard Donitza
  - Wiceprzewodniczący: Zbigniew Figlus
  - Wiceprzewodniczący: Bernard Gaida

Lista radnych (stan na koniec kadencji)
Krystian Adamik (Mniejszość Niemiecka), Stefan Besz (Obrona Narodu Polskiego), Paweł Cieplik (Prawo i Sprawiedliwość), Edward Cybulka (Sojusz Lewicy Demokratycznej), Barbara Dębska (SLD), Ryszard Donitza (MN), Zbigniew Figas (Polskie Stronnictwo Ludowe „Piast”, klub PSL), Bernard Gaida (MN), Hubert Grabowski (MN), Helena Karczyńska (PiS), Magdalena Kasprzyk (SLD), Teresa Koczubik (SLD), Antoni Konopka (Polskie Stronnictwo Ludowe), Bruno Kosak (MN), Grzegorz Kubat (SLD), Norbert Lysek (SLD), Jolanta Malinowska (PiS), Andrzej Mazur (SLD), Hubert Niepala (MN), Artur Pawlak (SLD), Kazimierz Pyziak (PSL), Norbert Rasch (MN), Stanisław Rewieński (Platforma Obywatelska), Ewa Rurynkiewicz (SLD), Dariusz Siedlak (niezależny, poprzednio SLD), Józef Śliwa (SLD), Henryk Tylak (Samoobrona Rzeczpospolitej Polskiej), Bogusław Wierdak (PO), Marek Workiewicz (Samoobrona RP), Jan Zapała (PiS)

### III kadencja (2006–2010)
LiD: 4 
     PSL: 3 
     MN: 7 
     PO: 8 
     PiS: 8 
Prezydium
- Przewodniczący: Bogusław Wierdak
  - Wiceprzewodniczący: Ryszard Donitza
  - Wiceprzewodniczący: Kazimierz Pyziak
  - Wiceprzewodniczący: Andrzej Zielonka

Kluby radnych
- Platforma Obywatelska – 8 radnych:
  - Tomasz Kostuś, Elżbieta Kurek, Andrzej Misiak, Józef Sebesta, Marek Szymkowicz, Janusz Trzepizur, Bogusław Wierdak, Zbigniew Ziółko
- Mniejszość Niemiecka – 7 radnych:
  - Herbert Czaja, Ryszard Donitza, Andrzej Kasiura, Alojzy Kokot, Bruno Kosak, Józef Kotyś, Norbert Rasch
- Prawo i Sprawiedliwość – 4 radnych:
  - Dariusz Byczkowski, Jerzy Czerwiński (Ruch Katolicko-Narodowy), Leszek Darowski, Grzegorz Sawicki
- Lewica i Demokraci – 4 radnych (wszyscy Sojusz Lewicy Demokratycznej):
  - Apolonia Klepacz, Andrzej Mazur, Jacek Pawlicki, Józef Śliwa
- Klub Radnych Niezależnych – 4 radnych:
  - Paweł Cieplik, Jolanta Malinowska, Bernard Ptaszyński (Opolskie XXI), Andrzej Zielonka
- Polskie Stronnictwo Ludowe – 3 radnych:
  - Teresa Karol, Kazimierz Pyziak, Grzegorz Zubek

### IV kadencja (2010–2014)
SLD: 5 
     PSL: 2 
     MN: 6 
     PO: 12 
     PiS: 5 
Prezydium
- Przewodniczący: Bogusław Wierdak
  - Wiceprzewodniczący: Józef Kotyś
  - Wiceprzewodniczący: Elżbieta Kurek
  - Wiceprzewodniczący: Grzegorz Sawicki

Kluby radnych
- Platforma Obywatelska – 11 radnych:
  - Beniamin Godyla, Tomasz Kostuś, Elżbieta Kurek, Andrzej Olech, Patrycja Pośpiech, Józef Sebesta, Marek Szymkowicz, Janusz Trzepizur, Bogusław Wierdak, Dariusz Zajdel, Zbigniew Ziółko
- Mniejszość Niemiecka – 6 radnych:
  - Krystian Adamik, Herbert Czaja, Ryszard Donitza, Hubert Kołodziej, Józef Kotyś, Norbert Rasch
- Sojusz Lewicy Demokratycznej – 5 radnych:
  - Edward Cybulka, Andrzej Mazur, Andrzej Namysło, Kryspin Nowak, Józef Śliwa
- Polskie Stronnictwo Ludowe – 3 radnych:
  - Teresa Karol, Ryszard Kuchczyński, Grzegorz Sawicki
- Niezrzeszeni – 5 radnych:
  - Dariusz Byczkowski (Prawo i Sprawiedliwość)
  - Teresa Ceglecka-Zielonka (Solidarna Polska)
  - Jerzy Czerwiński (Ruch Katolicko-Narodowy)
  - Krzysztof Konik (niezależny, poprzednio Prawo i Sprawiedliwość)
  - Ewa Marzec (niezależna, poprzednio PO)

### V kadencja (2014–2018)
SLD Lewica Razem: 1 
     MN: 7 
     PO: 9 
     PSL: 8 
     PiS: 5 
Prezydium
- Przewodniczący: Norbert Krajczy
  - Wiceprzewodniczący: Józef Kotyś
  - Wiceprzewodniczący: Elżbieta Kurek
  - Wiceprzewodniczący: Bogusław Wierdak

Kluby radnych
- Platforma Obywatelska – 9 radnych:
  - Andrzej Buła, Elżbieta Kurek, Andrzej Sałacki, Janusz Trzepizur, Sławomir Tubek, Bogusław Wierdak, Jolanta Wilczyńska, Ryszard Zembaczyński, Zbigniew Ziółko
- Polskie Stronnictwo Ludowe – 9 radnych:
  - Leszek Fornal, Antoni Konopka, Norbert Krajczy, Ryszard Kuchczyński, Kazimierz Pyziak, Stanisław Rakoczy, Grzegorz Sawicki, Zdzisław Siewiera, Bogdan Wyczałkowski (Sojusz Lewicy Demokratycznej)
- Mniejszość Niemiecka – 7 radnych (wszyscy Regionalna. Mniejszość z Większością):
  - Herbert Czaja, Ryszard Donitza, Karina Grelich-Deszczka, Roman Kolek, Hubert Kołodziej, Józef Kotyś, Norbert Rasch
- Prawo i Sprawiedliwość – 5 radnych:
  - Leszek Antoszczyszyn, Mariusz Bochenek (Solidarna Polska), Dariusz Byczkowski, Jerzy Niedźwiecki (Solidarna Polska), Arkadiusz Szymański

### VI kadencja (2018–2024)
MN: 5 
     KO: 13 
     PSL: 2 
     PiS: 10 
Prezydium
- Przewodniczący: Rafał Bartek
  - Wiceprzewodniczący: Dariusz Byczkowski
  - Wiceprzewodniczący: Piotr Wach
  - Wiceprzewodniczący: Jolanta Wilczyńska

Kluby radnych
- Koalicja Obywatelska – 13 radnych:
  - Platforma Obywatelska – Andrzej Buła, Brygida Kolenda-Łabuś, Zbigniew Kubalańca, Szymon Ogłaza, Janina Okrągły, Janusz Trzepizur, Robert Węgrzyn, Bogusław Wierdak, Jolanta Wilczyńska, Zbigniew Ziółko
  - Nowoczesna – Łukasz Dymek, Szymon Godyla, Piotr Wach
- Prawo i Sprawiedliwość – 10 radnych:
  - Dariusz Byczkowski, Teresa Ceglecka-Zielonka (Suwerenna Polska), Joanna Czochara, Tomasz Gabor (Suwerenna Polska), Martyna Nakonieczny, Jerzy Niedźwiecki (Suwerenna Polska), Piotr Semak (Suwerenna Polska), Ryszard Szram, Bogdan Tomaszek, Danuta Trzaskawska
- Mniejszość Niemiecka – 5 radnych:
  - Rafał Bartek, Zuzanna Donath-Kasiura, Edyta Gola, Roman Kolek, Hubert Kołodziej
- Niezrzeszeni – 2 radnych (obaj Polskie Stronnictwo Ludowe):
  - Antoni Konopka, Norbert Krajczy

### VII kadencja (2024–2029)
KO: 14 
     ŚS: 5 
     TD: 1 
     PiS: 10 
Prezydium
- Przewodniczący: Rafał Bartek
  - Wiceprzewodniczący: Szymon Godyla
  - Wiceprzewodniczący: Artur Kamiński
  - Wiceprzewodniczący: Bogusław Wierdak

Kluby radnych
- Koalicja Obywatelska – 14 radnych:
  - Platforma Obywatelska – Brygida Kolenda-Łabuś, Zbigniew Kubalańca, Szymon Ogłaza, Janina Okrągły, Janusz Trzepizur, Robert Węgrzyn, Bogusław Wierdak, Tomasz Zeman, Zbigniew Ziółko
  - Nowoczesna – Szymon Godyla
  - Katarzyna Juranek-Mazurczak, Elżbieta Pisula-Bieniecka, Alicja Szymkowicz, Katarzyna Zalewska
- Prawo i Sprawiedliwość – 10 radnych:
  - Leszek Antoszczyszyn, Anna Gęsiarz, Artur Kamiński, Sławomir Kłosowski, Wojciech Komarzyński, Andrzej Mrowiec, Martyna Nakonieczny, Jerzy Niedźwiecki, Grzegorz Peczkis, Iwona Porowska
- Śląscy Samorządowcy – 5 radnych:
  - Rafał Bartek, Zuzanna Donath-Kasiura, Ryszard Galla, Edyta Gola, Roman Kolek
- Niezrzeszeni – 1 radny:
  - Antoni Konopka (Polskie Stronnictwo Ludowe)

## Oficjalne wyniki wyborów do Sejmiku

### 1998[5]
|  | Komitet wyborczy             | Mandaty |
|  | ---------------------------- | ------- |
|  | Sojusz Lewicy Demokratycznej | 14      |
|  | Mniejszość Niemiecka         | 13      |
|  | Akcja Wyborcza Solidarność   | 11      |
|  | Unia Wolności                | 4       |
|  | Przymierze Społeczne         | 3       |
|  | Razem                        | 45      |

### 2002[17]
|  | Komitet wyborczy                               | Mandaty |
|  | ---------------------------------------------- | ------- |
|  | Sojusz Lewicy Demokratycznej – Unia Pracy      | 11      |
|  | Mniejszość Niemiecka                           | 7       |
|  | Liga Polskich Rodzin                           | 3       |
|  | Samoobrona Rzeczpospolitej Polskiej            | 3       |
|  | Platforma Obywatelska – Prawo i Sprawiedliwość | 3       |
|  | Polskie Stronnictwo Ludowe                     | 3       |
|  | Razem                                          | 30      |

### 2006[9]
|  | Komitet wyborczy           | Mandaty |
|  | -------------------------- | ------- |
|  | Platforma Obywatelska      | 8       |
|  | Prawo i Sprawiedliwość     | 8       |
|  | Mniejszość Niemiecka       | 7       |
|  | Lewica i Demokraci         | 4       |
|  | Polskie Stronnictwo Ludowe | 3       |
|  | Razem                      | 30      |

### 2010[18]
|  | Komitet wyborczy             | Mandaty |
|  | ---------------------------- | ------- |
|  | Platforma Obywatelska        | 12      |
|  | Mniejszość Niemiecka         | 6       |
|  | Prawo i Sprawiedliwość       | 5       |
|  | Sojusz Lewicy Demokratycznej | 5       |
|  | Polskie Stronnictwo Ludowe   | 2       |
|  | Razem                        | 30      |

### 2014[19]
|  | Komitet wyborczy           | Mandaty |
|  | -------------------------- | ------- |
|  | Platforma Obywatelska      | 9       |
|  | Polskie Stronnictwo Ludowe | 8       |
|  | Mniejszość Niemiecka       | 7       |
|  | Prawo i Sprawiedliwość     | 5       |
|  | SLD Lewica Razem           | 1       |
|  | Razem                      | 30      |

### 2018[20]
|  | Komitet wyborczy           | Mandaty |
|  | -------------------------- | ------- |
|  | Koalicja Obywatelska       | 13      |
|  | Prawo i Sprawiedliwość     | 10      |
|  | Mniejszość Niemiecka       | 5       |
|  | Polskie Stronnictwo Ludowe | 2       |
|  | Razem                      | 30      |

### 2024[21]
|  | Komitet wyborczy       | Mandaty |
|  | ---------------------- | ------- |
|  | Koalicja Obywatelska   | 14      |
|  | Prawo i Sprawiedliwość | 10      |
|  | Śląscy Samorządowcy    | 5       |
|  | Trzecia Droga          | 1       |
|  | Razem                  | 30      |